# Aspirationspneumoni
Aspirationspneumoni är en typ av lunginflammation som orsakats av att relativt sett stora mängder innehåll från magsäck eller mun har kommit in i lungorna. Symptomen är ofta feber och hosta som tillkommer förhållandevis snabbt. Komplikationer innefattar lungabscess. Vissa räknar in kemisk lunginflammation som en typ av aspirationspneumoni, men denna beror på att syra och inte infektiöst matierial från magsäcken tar sig in i lungorna, medan de andra inte gör det.
Infektion kan orsakas av en rad olika bakterier. Riskfaktorer är bland annat sänkt medvetandegrad, sväljningssvårigheter, alkoholism, sondmatning, och dålig munhälsa. Diagnosen ställs typiskt sett baserat på historia, symptom, bröstkorgsröntgen, och sputumodling. Att skilja ut aspirationspneumoni från andra typer av lunginflammation kan vara svårt.
Behandlingen består vanligen i antibiotikum, t.ex. klindamycin, meropenem, ampicillin/sulbactam, eller moxifloxacin. Bland de som har en uteslutande kemisk lunginflammation behövs vanligen inte antibiotika. Bland de som behöver sjukhusvård för lunginflammation är cirka 10% orsakade av aspiration. Aspirationspneumoni drabbar oftare äldre, särskilt de på äldreboende och vårdhem. Båda könen drabbas lika ofta.